# Ісікава (Фукусіма)

37°8′39″ пн. ш. 140°27′8″ сх. д. / 37.14417° пн. ш. 140.45222° сх. д.
Ісіка́ва (яп. 石川町, いしかわまち, МФА: [iɕi̥kawa mat͡ɕi̥]) — містечко в Японії, в повіті Ісікава префектури Фукусіма. Станом на 1 жовтня 2008 площа містечка становила 115,71 км². Станом на 1 січня 2009 населення містечка становило 18 309 осіб.